# Gojūon
O gojūon (五十音, cinquenta sons) é uma ordem japonesa para os kana. Gojū (五十) significa "cinquenta" e on (音) significa "som". Apesar do nome, contém somente 46 sons comuns, mas dois não são mais usados.
O gojūon contém todos os kanas básicos, mas não inclui
- versões do kana com dakuten, como o が ou だ,
- kanas pequenos, como o っ, versão menor do つ,
- kanas com ょ, as formas yōon, como きょ ou しゃ.

A ordem gojūon é o principal sistema de ordem alfabética japonesa. Como exemplo, os dicionários são requisitados usando este método.
Outros sistemas usados são o iroha e, para os kanji, a ordem por radicais.

## História
O gojūon é uma invenção antiga. A ordem das consoantes no gojūon originam-se do sânscrito. 
O mais novo exemplo de forma de estilo gojūon data do período entre 1004-1028. Em contraste, o mais novo exemplo alternativo,iroha, origina-se de 1079.

## Tabela
Esta tabela usa o sistema vertical da escrita japonesa, e deve ser lida de cima para baixo, e da direita para a esquerda. O kana superior é o hiragana, o de baixo é o katakana correspondente, abaixo do katakana fica o romaji e abaixo a pronunciação no IPA
| /N/                      | /w/         | /r/          | /y/         | /m/          | /h/         | /n/          | /t/          | /s/          | /k/          | ø         |           |
| ん、ン N m n ŋ ã ĩ ɯ̃ ẽ õ | わ ワ wa ɰa | ら ラ ra ɾa  | や ヤ ya ja | ま マ ma     | は ハ ha    | な ナ na     | た タ ta     | さ サ sa     | か カ ka     | あ ア a   | vogal /a/ |
| ん、ン N m n ŋ ã ĩ ɯ̃ ẽ õ | ゐ1 ヰ wi i | り リ ri ɾʲi |             | み ミ mi mʲi | ひ ヒ hi çi | に ニ ni nʲi | ち チ chi ʨi | し シ shi ɕi | き キ ki kʲi | い イ i   | vogal /i/ |
| ん、ン N m n ŋ ã ĩ ɯ̃ ẽ õ |             | る ル ru ɾɯ  | ゆ ユ yu jɯ | む ム mu mɯ  | ふ フ fu ɸɯ | ぬ ヌ nu nɯ  | つ ツ tsu ʦɯ̈ | す ス su sɯ̈  | く ク ku kɯ  | う ウ u ɯ | vogal /u/ |
| ん、ン N m n ŋ ã ĩ ɯ̃ ẽ õ | ゑ1 ヱ we e | れ レ re ɾe  |             | め メ me     | へ ヘ he    | ね ネ ne     | て テ te     | せ セ se     | け ケ ke     | え エ e   | vogal /e/ |
| ん、ン N m n ŋ ã ĩ ɯ̃ ẽ õ | を ヲ wo o  | ろ ロ ro ɾo  | よ ヨ yo jo | も モ mo     | ほ ホ ho    | の ノ no     | と ト to     | そ ソ so     | こ コ ko     | お オ o   | vogal /o/ |

1 Estes kanas não são mais usados atualmente.